# 스펜서 (영화)
《스펜서》(영어: Spencer)는 2021년 개봉한 영화로, 다이애나 스펜서의 전기 영화이다. 파블로 라라인 감독이 연출하고, 크리스틴 스튜어트가 다이애나 비 역을 맡는다.
2021년 베네치아 영화제 황금사자상 경쟁후보작이다. 대한민국에는 2022년 3월 16일 개봉하였다.

## 줄거리

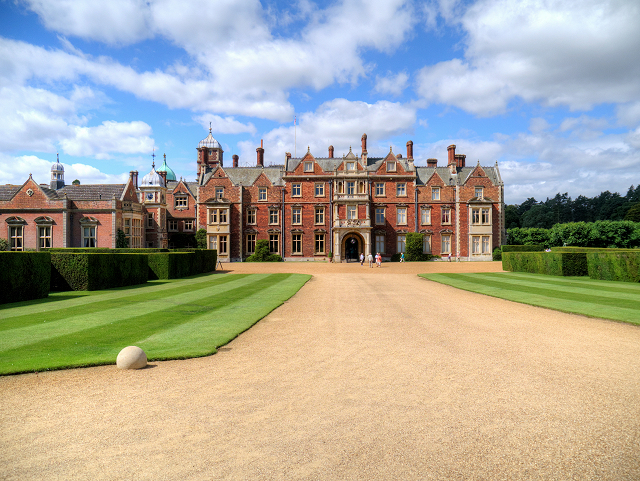
영화의 주요 배경인 샌드링엄 별장

1991년. 남편 찰스 왕세자의 외도로 불화를 겪는 중의 다이애나 스펜서 왕세자비가 왕실과 크리스마스 연휴를 보내기 위해 샌드링엄 별장을 찾는다. 가는 길을 헤매던 다이애나는 길가에서 왕실 주방장 대런과 만나고, 자신이 어릴 적 살던 집을 마주친다. 들판에 선 허수아비를 보고 그리움을 느낀 다이애나는 허수아비에 걸쳐진 죽은 아버지의 외투를 벗겨 되돌아온다.
뒤늦게 샌드링엄 별장에 도착한 다이애나는 새로운 별장 관리인 그레고리 소령의 깐깐한 태도와, 그녀를 따돌리고 미친 사람 취급하는 경직된 왕실 분위기에 적응하지 못한다. 유일하게 숨통을 트이게 하는 존재는 두 아들 윌리엄과 해리, 그리고 오랜 친구인 의상 담당자 매기뿐이었다. 다이애나는 침실에서 앤 불린의 전기를 발견하고, 그녀와 자신을 동일시하며 그녀가 나타나는 환영을 보기 시작한다. 찰스는 외도 상대에게 선물한 진주 목걸이를 다이애나에게 다시 선물했고, 다이애나는 참을 수 없는 모욕감을 느낀다. 저녁 식사 자리에서 다이애나는 목걸이를 뜯는 환상에 시달리다가 먹은 음식을 모두 게워낸다. 그날 밤 다이애나는 별장 울타리를 넘어 어린 시절 살던 집으로 가려고 하나, 경비원들에게 제지된다.
크리스마스 날 아침 교회에서 열린 미사에서, 다이애나는 남편의 외도 상대 커밀라를 마주치고, 자신을 보려는 수많은 사진 세례에 시달린다. 찰스가 다음 날 있을 꿩 사격을 위해 윌리엄과 해리에게 사격 연습을 시키자, 다이애나가 아들들을 걱정하며 사격을 그만두라고 한다. 찰스는 다이애나에게 떠도는 광적인 소문들을 언급하며 이제 그만 왕실 분위기에 적응하라고 종용한다. 친구인 매기 마저 갑작스레 런던으로 보내지자 더는 견딜 수 없어진 다이애나는 자해를 상상하기 시작한다. 그리고 그날 저녁, 다이애나는 식사 자리 참여를 거부하고 뛰쳐 나가, 울타리를 자르고 어릴 적 살던 집으로 간다. 어린 시절의 추억을 떠올리던 다이애나가 계단 아래로 몸을 던져 자살하기 직전, 앤 불린의 환영이 다이애나를 제지한다. 다이애나는 대신 진주 목걸이를 잡아 뜯어 버린다.
박싱 데이 날, 다이애나는 침실에서 눈을 뜨고 돌아온 매기와 만난다. 매기와 함께 빠져나와 근처 해변가에서 서로의 내면을 고백한 뒤에, 다이애나는 사격장으로 향한다. 사격이 이루어지는 한복판을 막아서서 윌리엄과 해리를 데려가겠다고 선언하자, 찰스가 어쩔 수 없이 아들들을 보낸다. 다이애나는 하인들과 작별하고, 앤 불린의 책을 도서관에 돌려둔 뒤에, 아들들을 데리고 드라이브에 나선다. 런던 시내에서 아들들과 치킨을 먹으며 템스강을 바라보며 다이애나는 왕실에서 벗어난 자유와 불확실한 미래에 대한 감상에 젖는다.

## 출연진

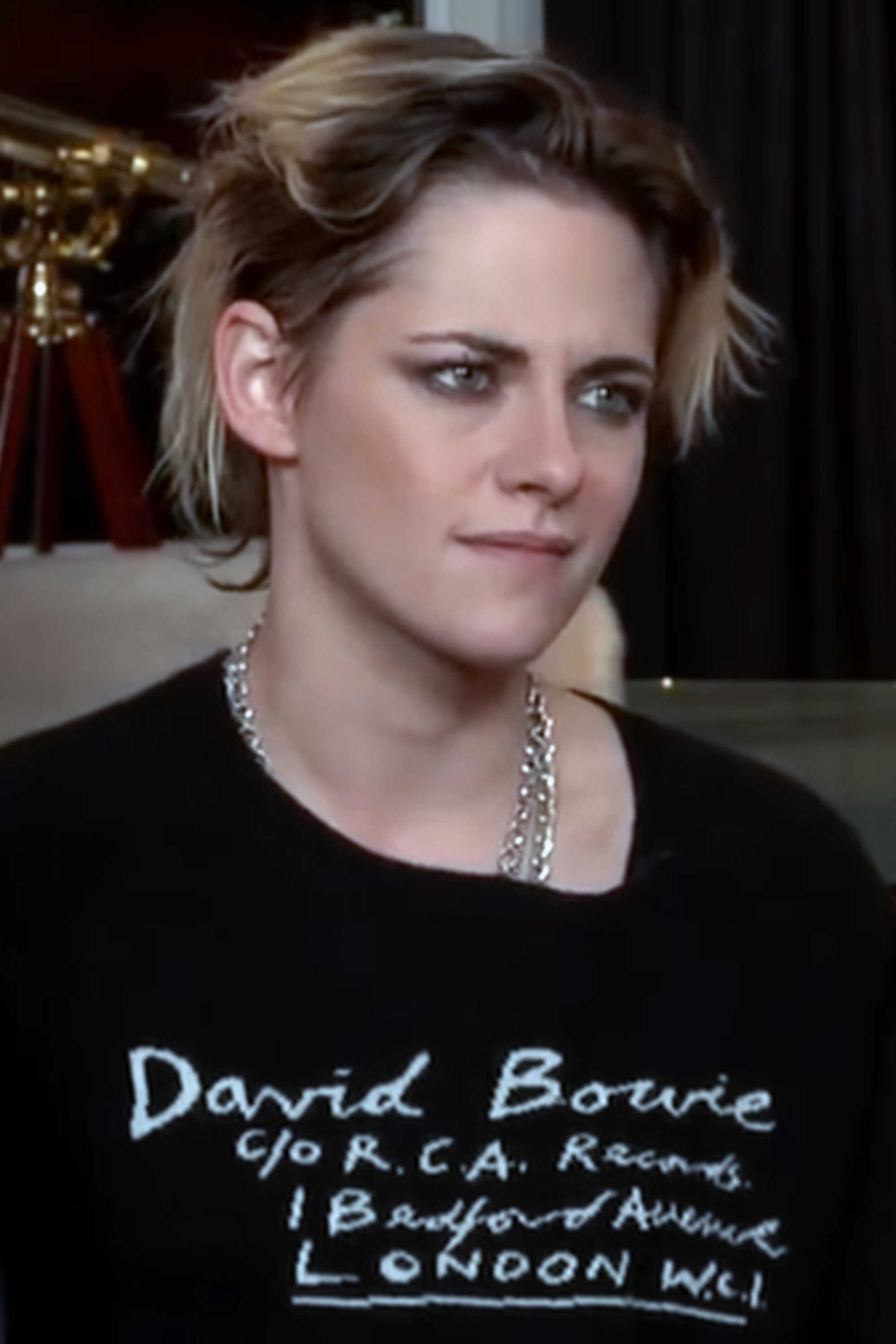
주인공 다이애나 역을 연기한 크리스틴 스튜어트

- 크리스틴 스튜어트 - 다이애나 스펜서 역
  - 키미아 슈미트 - 다이애나(9세) 역
  - 그레타 뷔커 - 다이애나(소년기) 역
- 티머시 스폴 - 앨리스터 그레고리 역
- 잭 닐런 - 윌리엄 왕세손 역
- 프레디 스프라이 - 해리 왕세손 역
- 잭 파딩 - 찰스 왕세자 역
- 샐리 호킨스 - 매기 역
- 숀 해리스 - 대런 맥그레이디 역
- 스텔라 고네이 - 엘리자베스 여왕 역
- 리하르트 자멜 - 필립 대공 역
- 엘리자베스 베링턴 - 앤 공주 역
- 에이미 맨슨 - 앤 불린 역
- 제임스 하크니스 - 폴 역
- 존 키오 - 마이클 역
- 벤 플렁킷레이놀즈 - 브라이언 역
- 라이언 위커트 - 우드 역
- 토머스 더글러스 - 존 스펜서 역
- 에마 다월스미스 - 커밀라 파커 볼스 역
- 니클라스 코르트 - 앤드루 왕자 역
- 올가 헬싱 - 세라 퍼거슨 역
- 마티아스 볼코프스키 - 에드워드 왕자 역
- 오리아나 고든 - 세라 암스트롱존스 역